# Хара-Улахский национальный наслег
Хара-Улахский национальный (эвенский) наслег — сельское поселение Булунского улуса Якутии. Центр и единственный населённый пункт — село Найба.

## География
Хара-Улахский национальный наслег граничит с другими районам и сельскими поселениями района:
- Усть-Янский улус,
- Борогонский наслег,
- Булунский эвенкийский национальный наслег,
- Посёлок Тикси[2].

Географически находится в арктической тундровой зоне. Центр наслега, село Найба, расположено на берегу моря Лаптевых в 165 км (111 км) от посёлка Тикси.

## История
Традиционными жителями Хара-Улахского наслега являются эвены тюгэсирского рода, основным занятием которых были домашнее оленеводство, охота на диких животных и рыболовство. Вели кочевой образ жизни, поэтому у них не было постоянного населённого пункта.
Хара-Улахский наслег образован 10 декабря 1929 года. Муниципальное образование установлено законом Республики Саха от 30 ноября 2004 года.
29 января 2007 года граждане наслега единогласно выразили на общем сходе (собрании) волеизъявление наделить Хара-Улахский наслег статусом «национальный». Уже 30 января 2007 года это волеизъявление было одобрено решением сельского Совета депутатов сельского поселения «Хара-Улахский наслег», а 27 марта 2007 года — решением Булунского районного Совета депутатов. 19 июня 2008 года решением Госсобрания (Ил Тумэн) Республики Саха (Якутия) Хара-Улахский наслег официально был наделён статусом «национальный».

## Население
| 2002 | 2010 | 2011 | 2012 | 2013 | 2014 | 2015 |
| ---- | ---- | ---- | ---- | ---- | ---- | ---- |
| 500  | ↗522 | ↘518 | ↘516 | ↘506 | ↘498 | ↘490 |
| 2016 | 2017 | 2018 | 2019 | 2020 | 2021 |      |
| ↘479 | ↘476 | ↘469 | ↘468 | ↗471 | ↗473 |      |

Большую часть населения составляют эвены и эвенки. Численность детей в возрасте до 16 лет по состоянию на 2010 год — 128 человек, пенсионеров — 88 человек.

## Экономика и культура
Основу экономики составляют оленеводство, рыболовство и охотничий промысел. Автомобильные дороги отсутствуют.
В наслеге действуют две котельные, АТС. Электроэнергией обеспечивается дизельной электростанцией Булунского филиала ОАО «Сахаэнерго». В наслеге действуют также общеобразовательная школа, мастерская школы, Муниципальное дошкольное образовательное учреждение "Детский сад комбинированного вида «Тугутчаан», культурный центр «Маранга», участковая больница.